# Машковская (Верховажский район)
Машковская — деревня в Верховажском районе Вологодской области.
Входит в состав Морозовского сельского поселения, с точки зрения административно-территориального деления — в Морозовский сельсовет.
Расстояние по автодороге до районного центра Верховажья — 28,1 км, до центра муниципального образования Морозово — 1,8 км. Ближайшие населённые пункты — Фоминская, Михайловская, Сбоевская, Силинская-1, Захаровская, Морозово, Мининская, Евсюнинская.
По переписи 2002 года население — 21 человек (10 мужчин, 11 женщин). Всё население — русские.